# Moser-Roth

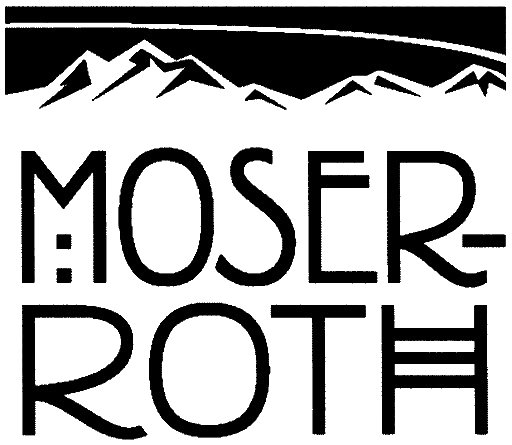
Moser-Roth logo.

Moser-Roth és una marca alemanya de xocolata produïda per Storck i comercialitzada per Aldi. La companyia Roth fou fundada el 1841 pel xef de pastisseria Wilhelm Roth Jr. a Stuttgart. El 1876 Roth va deixar la companyia i Wilhelm Wagner i el conseller comercial Sproesser es van fer càrrec de la petita fàbrica. El 1881 la companyia Roth es va traslladar a unes instal·lacions més àmplies.
El 1896 Roth es va unir a la seva competidora E. O. Moser & Cie, la qual havia estat fundada el 1846 pel mestre pastisser Eduard Otto Moser (1818–78).
La marca anomenada Moser-Roth fou registrada el 1902. Moser-Roth era la fàbrica de xocolata més gran de Stuttgart a principis del segle xx, al voltant de l'any 1910 tenia 550 empleats. Altres factories de xocolata de Stuttgart d'aquella època eren Eszet, Haller, Waldbaur, Schoko-Buck, Friedel i Ritter, de les quals actualment només existeix Ritter.
El 1942, Moser-Roth fou tancada pel govern alemany per raons polítiques. El setembre del 1944, la fàbrica sencera va ser consumida pel foc en un atac militar. Stuttgarter Zeitung
Karl Haller de Stuttgart va adquirir el nom de la marca Moser-Roth el 1947 i el 1948 va reprendre la producció a la secció Obertürkheim de la ciutat. Després de la seva mort l'empresa Haller fou comprada Melitta; la producció de xocolata va continuar fins al 1967, posteriorment la marca Moser-Roth va tenir diversos propietaris, essent finalment venuda a Storck. Des de juny de 2007 Storck ha produït xocolata per Aldi a la fàbrica Moser-Roth GmbH, ubicada al barri de Reinickendorf de Berlin. Moser-Roth és la marca de xocolata "premium" d'Aldi; va rebre un guardó de la Societat d'Agricultura d'Alemanya el 2007.